# Gruppo di IC 1954
Il Gruppo di IC 1954 comprende almeno sei galassie situate nella costellazione dell'Orologio. Tutte le galassie del gruppo mostrano emissioni nei raggi X.
La distanza media tra il centro di massa di questo gruppo e la nostra Via Lattea è di circa 40 milioni di anni luce (12,3 Mpc).

## Membri
Le galassie componenti il gruppo, indicate nell'articolo di Sengupta e Balasubramanyam del 2006, sono elencate nella tabella sottostante.
| Nome         | Classificazione | Tipo                        | RA (J2000.0)  | DEC (J2000.0) | Velocità radiale (km/s) | Magnitudine apparente | Distanza (Mpc) | Dimensioni (kal) |
| ------------ | --------------- | --------------------------- | ------------- | ------------- | ----------------------- | --------------------- | -------------- | ---------------- |
| NGC 1311     | SB(s)m?         | Spirale barrata magellanica | 03h 20m 06.9s | -52° 11′ 08″  | 573 ± 2                 | 13,0                  | 7,41 ± 0,52    | 23               |
| IC 1933      | SAB(s)d?        | Spirale                     | 03h 25m 39.9s | -52° 47′ 08″  | 1060 ± 4                | 12,5                  | 14,7 ± 1,1     | 53               |
| IC 1954      | SB(s)b?         | Spirale barrata             | 03h 31m 31.4s | -51° 54′ 17″  | 1062 ± 2                | 11,6                  | 14,8 ± 1,0     | 48               |
| ESO 200-G045 | IBm             | Irregolare magellanica      | 03h 35m 02.2s | -51° 27′ 13″  | 1026 ± 4                | 15,25 ± 0,09          | 14,3 ± 1,0     | 21               |
| NGC 1249     | SB(s)cd         | Spirale barrata             | 03h 10m 01.2s | -53° 20′ 09″  | 1073 ± 1                | 11,8                  | 14,7 ± 1,1     | 103              |
| IC 1959      | SB(s)m?         | Spirale barrata magellanica | 03h 33m 12.6s | -50° 24′ 51″  | 639 ± 1                 | 12,8                  | 8,492 ± 0,60   | 37               |

Il sito DeepskyLog permette di trovare agevolmente le costellazioni in cui sono situate le galassie; in alternativa si possono utilizzare le coordinate delle galassie per individuarle. Se non altrimenti indicato, le coordinate sono quelle fornite dal sito NASA/IPAC (National Aeronautics and Space Administration / Infrared Processing and Analysis Center).